# Kalenicové z Kalenic
Kalenicové z Kalenic byl český vladycký rod pocházející z tvrze Hvížďalka v jihočeských Kalenicích. Poprvé je rod zmiňován v roce 1374, kdy je Jaroslav Kalenic zmíněn v městských knihách v Horažďovicích. Později se vytvořilo několik rodových větví.
Panství v Kalenicích prodal Hynek z Kalenic a přesídlil do Škvořetic, kde byli Kalenicové pouze spolumajitelé. Až v roce 1446 odkoupil celé panství Beneš z Kalenic. Z ní se ve druhé polovině 16. století oddělila zručská větev, jejíž zakladatel Jan z Kalenic získal v roce 1553 panství Žďár. Žďárští Kalenicové nechali ve druhé polovině 16. století přestavět tamní gotický hrad na renesanční zámek. Janův syn Bohuslav z Kalenic byl královským úředníkem při zemských deskách a stal se zakladatelem chřešťovické větve. Posledním majitelem Zruče byl Albrecht Bavor z Kalenic, který o panství přišel za účast ve stavovském povstání. Oldřich z Kalenic byl purkrabím Pražského hradu. Posledním příslušníkem Kaleniců z Kalenic byl císařský voják Jan Jindřich, který zemřel na přelomu 17. a 18. století.